# スランゴスレンの貴婦人たち

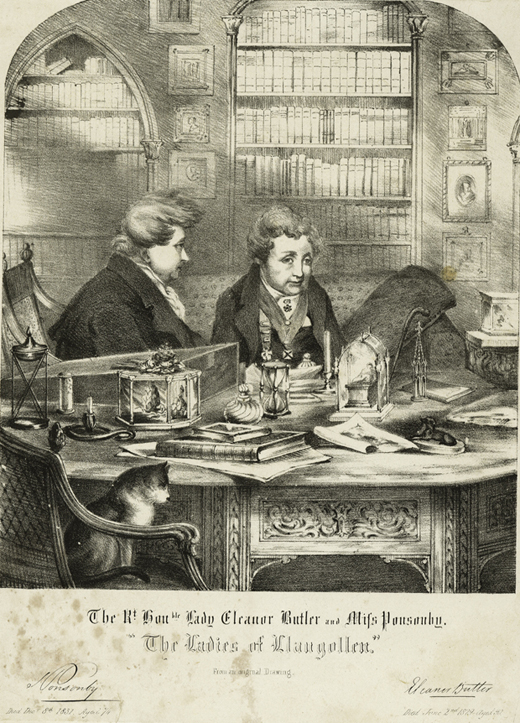
スランゴスレンの貴婦人、エリナー・バトラーとサラ・ポンソンビー

スランゴスレンの貴婦人たち（スランゴスレンのきふじんたち）またはランゴレンの貴婦人たち（ランゴレンのきふじんたち、英: Ladies of Llangollen）は、18世紀後半から19世紀前半にかけて、イギリスのウェールズ地方で共に暮らしていた2人の女性のこと。どちらもアングロ・アイリッシュの上級階級に属していた。2人の関係は同時代人の非難を受け、また関心を誘った。彼女たちの関係は歴史上いくつかの例が見られる「ロマンティックな友情」の一つだとして、現代人の注目を浴びている。2人の関係をレスビアンのパートナーとする主張もある。

## 生涯

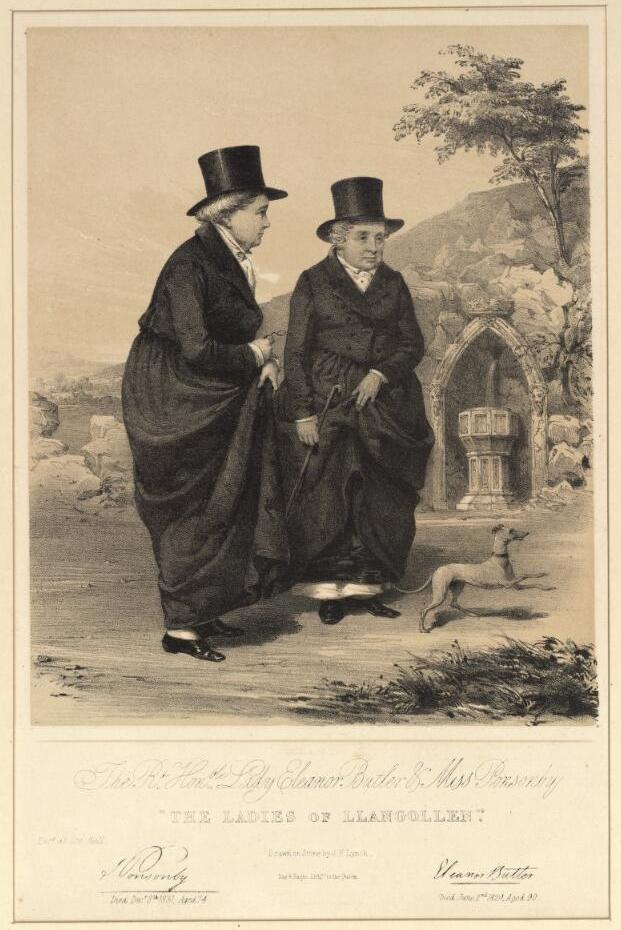

「レディ」の称号を持つエリナー・バトラー（英: Eleanor Charlotte Butler 1739年 - 1825年）は、キルケニー城を所有するオーモンド伯爵家（Butlers_of_Ormonde）の血を引く女性で、家族からは勉強しすぎの本の虫だと思われていた。エリナーはフランスの女子修道院で教育を受け、フランス語を話すことが出来た。エリナーの母親は娘が生涯独身を通す気だと知ると、娘を再び修道院に入れようとした。
「オナラブル」の称号を持つサラ・ポンソンビー（英: Sarah Ponsonby 1755年 - 1829年）は早くに両親を亡くし、従姉の嫁ぎ先であるアイルランドのウッドストックで暮らしていた。サラの又従妹（またいとこ）に後の第3代ベスバラ伯爵（Frederick_Ponsonby,_3rd_Earl_of_Bessborough）があり、その娘キャロライン・ラムは小説家で、イギリス首相メルボーン卿夫人になる。サラが寄宿する家の主人サー・ウィリアム・フォーンズは、さまざまな機会を利用して未成年のサラを手篭めにしようとしていた。
二人の家は3kmしか離れていなかった。二人は1768年に知り合い、すぐに親友になった。何年か経ちポンソンビーは家を出たバトラーを自室に匿う。やがて彼女たちは田舎の隠れ家に住むという構想を練りだした。結婚を強制される可能性を恐れ、二人は1778年4月、一緒に逃亡した。両家の家族は二人を捕まえ、計画をあきらめさせようとしたが、無駄に終わった。
二人は1780年にアイルランドを出国してイングランドに移り、ウェールズのスランゴスレン（Llangollenまたランゴレンとも呼ぶ）にある「プラス・ネウィッド」（Plas_Newydd 〈新しい邸〉）という館に身を落ちつけた。二人は理解のない親族たちから年280ポンド（現在の2万8739ポンドに相当）を受け取っていたが、自活の道をも模索し始めた。また、二人は「プラス・ネウィッド」をひだのついた布、アーチ、ステンドグラスで飾り付けてゴシック趣味の家に変えた。また庭師一人、下男一人、メイド二人を雇い入れた。屋敷の模様替えや召使いの存在は高い出費になり、彼女たちはごくわずかな友人たちの援助でやりくりをした。
二人は長く隠棲生活を送り、文学や言語の勉強や地所の改良に時間を費やした。二人は積極的に社交の場に出ることはなく、ファッションにも無頓着だった。後年、二人は円形で石造りの搾乳場と、美しい庭園を屋敷に付け加えている。エリナーは自分たちの生活を綴った日記をつけていた。スランゴスレンの町の住人たちは、二人を単に「貴婦人たち（The Ladies）」と呼んでいた。
移住して数年がたつと、外の世界の人々が彼女たちに関心を持ち始めた。彼女たちの屋敷にはあらゆるタイプの訪問者がやってきた。訪問者の多くはロバート・サウジー、ウィリアム・ワーズワース、パーシー・シェリー、バイロン卿、ウォルター・スコットら文学畑の人間であったが、軍事指導者のウェリントン公爵や実業家のジョサイア・ウェッジウッドも彼女たちの訪問客だった。サラの親戚にあたる小説家のメルボーン卿夫人キャロライン・ラムも「プラス・ネウィッド」にやってきた。彼女たちはイギリス王国中で有名人になったが、実際には刺激のない生活を送っていた。シャーロット王妃は彼女たちの屋敷を訪問するのを望み、夫のジョージ3世に彼女たちに年金を与えるよう頼んだ。やがて、家族たちも二人を許した。
エリナーとサラは50年近く一緒に暮らし続けた。二人の蔵書とガラス食器にはそれぞれのイニシャルが刻まれていた。また二人は手紙を出すとき、共同で署名をしていた。年上だったエリナーは1829年に先立って亡くなった。サラもその3年後の1832年に世を去った。彼女たちの家は現在、デンビーシャー郡の自治体が経営する博物館として使われている。エリナーとサラはどちらもスランゴスレンの聖コレン教会に葬られた。「プラス・ネウィッド」の近くにあるバトラーズ・ヒルの名称は、エリナーに因んでいる。またスランゴスレンのポンソンビー・アームズ・パブの名前は、サラの姓を冠している。

## 参考資料
- 川津 雅江『近代イギリスにおけるジェンダー構築とセクシュアリティ形成への言説の寄与』名古屋経済大学、2005年。2003年 - 2005年、科研費基盤研究（C）。研究分野、総合・新領域系 > 複合新領域 > ジェンダー > ジェンダー。第1章「ロマンティックな友愛」と「サフィズム」

### 関連資料
- 古木 宜志子「A Description of Millenium Hallを読む--The Ladies of Llangollenに関連づけて」津田塾大学全学研修・紀要委員会（編）『津田塾大学紀要 = Journal of Tsuda University』2005年3月第37巻p.95-105、CRID 1520853832757787776。
- Kawatsu, Masae. "Sexuality and Gender in Romantic Period-Ladies of Llangollen"
  - (1) The Journal of Science of Culture and Humanities vol.75, 2005. pp.25-38, CRID 1010000781809970821.
  - (2) The Journal of Science of Culture and Humanities vol.76, 2005. pp.13-28, CRID 1010000781809970822.